# 矢内東紀
矢内 東紀（やうち はるき、1990年〈平成2年〉12月30日 - ）は、千葉県成田市出身の実業家、YouTuber、元市民活動家、元宗教家、元政治活動家。「就職活動抗議デモ」の元実行委員、市民団体「就活生組合」の元代表。新宗教団体「ダールルハック（真理の家）」創始者。政治団体「しょぼい政党」元党首。イベントバー「エデン」会長。AI関連企業「ブレインウェーブコンサルティング株式会社」社長。

## 概要
本名同じ。別称えらいてんちょう。通称えらてん。
過去に新左翼系の市民活動家、新宗教団体創始者、左翼系政治活動家として活動していた。「就職活動抗議デモ」の実行委員や市民団体「就活生組合」の代表だったが新宗教団体を作る為に脱退し、新宗教団体「ダールルハック（真理の家）」を立ち上げている。新宗教団体解散後は政治団体「しょぼい政党」を結成して党首を務めたが、後に「しょぼい政党」は解散。
現在は実業家としてイベントバーとAI関連企業を経営し、並行して、YouTuberとしても活動している。

## 経歴
千葉県成田市出身。小学校入学まで、両親の仕事の都合で東京都世田谷区、兵庫県芦屋市、千葉県市川市などに住んでいた。東京都立新宿高等学校を経て、慶應義塾大学経済学部を卒業。
2011年9月、YouTubeのアカウントを作成。11月23日、新宿で実施された「就職活動抗議デモ」の実行委員を務め、市民活動家として活動を開始。12月からは、就職活動をする学生に関する活動を行う「就活生組合」を組織し、代表となる。
2012年1月、神の啓示の様な声が聞こえ、1月25日付けで「就活生組合」の代表を辞任および団体からも脱退。「就職活動抗議デモ」の実行委員も辞め、市民活動家を引退した。そしてイスラームにおける預言者を名乗り、新宗教団体「ダールルハック（真理の家）」を立ち上げ、布教に努める。
2015年10月、初期費用50万円で「リサイクルショップ落穂拾」を開店し、実業家としても活動開始。1年間で系列5店舗まで拡大するも、その実態は従業員の無賃労働によって支えられていたという。また、「無給労働」なる働き方、雇用形態を推進していた。
2016年6月、リサイクルショップと並行してイベントバー「エデン」をオープン。同年、自身の店を訪れた教会員に誘われ、日本基督教団代々木上原教会の礼拝に数回通い、カール・マルクスの読書会の講師をするなどしたが、「カルト宗教」とみなされ教会から追放される。
2017年8月、リサイクルショップの経営権を知人に売却。
2018年1月22日に、自身のブログで「預言者」を名乗ることをやめる旨を宣言し、宗教家を引退。新宗教団体「ダールルハック（真理の家）」も解散した。2018年2月、YouTubeに動画投稿をし始め、YouTuberとして活動開始。2019年11月18日、自身が病院で、双極性障害・発達障害の診断を受けた事を報告した。
2019年12月26日、東京都選挙管理委員会に政党設立届提出。政治団体しょぼい政党を設立した。2020年2月、静岡4区補欠選挙に立候補の意向を示したが、体調不良や準備不足を理由に撤回した。5月、体調不良で、しょぼい政党の党運営から退くことが党公式サイトにて発表された。党首も交代し、政治活動家を引退した。2021年2月1日、しょぼい政党が解散した。
2023年、バー経営、YouTuberと並行してAI関連企業「ブレインウェーブコンサルティング株式会社」を創業した。

## 人物
既婚者で2児の父。
関心事は宗教、経済思想、貧困問題。趣味は将棋、ゲーム、経済分析。中学生のときは水泳部と陸上部に所属していた。高校ではバスケットボール部に所属していた。
2019年に、自身が双極性障害・発達障害の診断を受けた事を公表した。また、自身の妻も統合失調症・発達障害を持っている事も報告している。
小学校から現在に至るまで東京都豊島区在住。
両親は東京大学出身。

### 宗教団体創始者として
一時期は聖久律法会（後にダールルハックと改名）というイスラーム系新宗教団体を立ち上げ、預言者を自称して同教団を指導していた。本人が公開している雑記によると規模は最大15名、常時は5名程。
当時の自身の教団活動については、後に自身の雑記やYouTubeにて語っている。当時は自身の様々な活動がうまくいかない中、今思うと幻聴の可能性が高いものが神の啓示の様に思えた。この活動で信仰の為に学校や仕事を辞めさせるような活動もしてしまい、他者の人生を弄んだ事に対する強い後悔を語っている。

### 経営観
「しょぼい起業家」と称する、事業計画はいらない、開業資金に何百万円もなくても大丈夫などとする、矢内独自の経営論を持つ。矢内の提唱する「しょぼい起業」は、「事業計画」、「資金調達」、「経験」は必要ないものとしている。これらの経営観は生活保護の申請随行ボランティアや、身近で起こった不動産トラブルなどに対処する経験を通じて、独自の人生観が形成された。

### フェミニズム
石川優実や菱山南帆子の問題視された「男コール」を語った際に、現在のフェミニズムを「日本で一番のカルト団体」と評しており、感情論で様々な表現を潰している現状や様々な人たちの自由・楽しみを奪っている、不同意性交罪を悪法と評し、「今のフェミニストの言うことを聞いていたら、国が亡びるよね。そこがカルト」過去には石川優実と対立したことがある。
暇空茜とColaboの騒動では暇空を批判しつつ「仁藤夢乃さんにも、かなり問題ある。支援家としてしちゃいけないことしてるなと思ってて。活動家としては評価しない」と仁藤に厳しい評を下しているが、「Colabo活動は善意でやってることは間違いない」と評した。

### 暇空茜
暇空については「人間の善意を信じられない寂しい人間」「暇空さん自身に善意がないから人間の善意を信じられないだろうね」と評し、石丸伸二と共に、暇空には宗教的熱狂があると評す。誠意を感じる人間として米山隆一と前澤友作を挙げ、立花孝志と共に暇空を誠意を感じないと評す

### 左翼嫌いな元左翼
両親が左翼で、自身も元左翼であるが現在は「左翼嫌いな元左翼」「心情的には左翼にちかい人間なんですが、左翼は嫌い」と公言しており、青木理と津田大介の炎上騒動でも「左翼の論客は陰湿な連中ばかり、リベラルという顔をして権力大好きで、それで人を叩くのが好きな」「話を聞く価値もない、カスな連中ばかり」「イメージ先行で語る、結論ありきで決めつける、マスコミよりひどい。敵か味方で判断する。解像度メッチャ低い。」「付き合う価値がない」「敵でも味方でもない人たちを想定できない」と批判

## 著作物

### えらいてんちょう名義
- 『しょぼい起業で生きていく』イースト・プレス、2018年12月16日[48]、ISBN 4781617336
- 『静止力 地元の名士になりなさい』ベストセラーズ、2019年7月1日、ISBN 4584139245
- 『しょぼ婚のススメ 恋人と結婚してはいけません!』ベストセラーズ、2019年7月1日、ISBN 4584139288
- 『ビジネスで勝つネットゲリラ戦術詳説』ベストセラーズ、2019年7月1日、ISBN 4584139296
- 『「NHKから国民を守る党」の研究』ベストセラーズ、2019年12月11日、ISBN 4584139571
- 『批判力 : フェイクを見抜く最強の武器』実業之日本社、2020年5月29日、ISBN 4408339199
- 『とにかく死なないための「しょぼい投資」の話: お金がなくても生き抜こう』河出書房新社、2020年10月24日、ISBN 4309228127
- 『しょぼい起業で生きていく 持続発展編』イースト・プレス、2020年12月17日、ISBN 4781619436

### 矢内東紀名義
- 『ChatGPTの衝撃 AIが教えるAIの使い方』実業之日本社、2023年5月29日、ISBN 440865051X

### 共著
- 阪口源太、えらいてんちょう、にしかわたく（漫画）『インターネット赤ちゃんポストが日本を救う』ベストセラーズ、2019年8月2日、ISBN 4584139318
- 内田樹、えらいてんちょう（矢内東紀）、中田考『しょぼい生活革命』晶文社、2020年1月22日、ISBN 4794971680
- 中田考、田中真知、矢内東紀『70歳からの世界征服』百万年書房、2020年7月28日、ISBN 4910053158。